# Cesare Luccarini
Compléments
Membre des Francs-tireurs et partisans - Main-d'œuvre immigrée
Mort pour la France
Cesare Luccarini, né le 24 février 1922 à Castiglione dei Pepoli, en Italie et mort fusillé le 21 février 1944 au fort du Mont-Valérien est un résistant, soldat volontaire des FTP-MOI au sein du Groupe Manouchian-Boczov-Rayman des FTP-MOI de la région parisienne, dont une dizaine avaient leur portrait sur l'Affiche rouge.

## Biographie
Issu d'une famille d'immigrés italiens fuyant le régime fasciste de Benito Mussolini, sa famille rejoint la France en 1930.
Après avoir obtenu son certificat d'études, il devient ouvrier cimentier au Génie Civil de Lens. En 1940, Cesare s'engage clandestinement dans le mouvement jeunes communistes de France et entre en résistance après la dissolution du parti communiste et l'invasion de la France la même année.
Dénoncé pour distribution de tracts, il est arrêté le 1er février 1942. Il est alors condamné, le 19 mars, à deux ans de prison par la Cour spéciale de Douai. Cesare se voit ainsi incarcéré à la prison de Cuincy, avant d'être transféré au camp de travail de Watten-Éperlecques duquel il s'évade, en août 1943, profitant d'un bombardement de la Royal Air Force. Recherché par l'occupant, il est exfiltré en région parisienne sous une fausse identité. Caché au n°9 rue Charles-Bertheau sous le nom de Marcel Châtelain, il intègre le 3e détachement des FTP-MOI du groupe Manouchian sous le matricule 10 612,. À travers ce détachement de résistants italiens, Cesare participe à plusieurs actions :
- Le 17 septembre 1943, à Argenteuil, il exécute, avec Robert Witchitz et Antoine[3], un collaborateur.
- Le 25 septembre 1943, il fait partie d'une équipe qui attaque à la grenade le Café de l'autobus, situé 77 rue de la Voie-Verte, fréquenté par l'occupant. Il y eut 9 blessés dont 5 soldats allemands.
- Le 8 octobre, Cesare lance une grenade dans un restaurant au 22 bis avenue Mac-Mahon, qui n'explose pas.
- Le 11 novembre 1943, il participe, en protection, à l'attaque d'un convoyeur de fonds allemand au no 56 rue La Fayette. C’est un échec, Rino Della Negra blessé et Robert Witchitz sont arrêtés. Il est arrêté, à son hôtel, quelques heures plus tard par la 2e brigade spéciale qui ne trouve rien de compromettant. Il est toutefois emmené dans les locaux de la BS2, où il est battu et torturé avant d'être transféré à la Prison de Fresnes dans l'attente du procès.

Cesare comparait, le 18 février 1944, soit trois jours après le début du procès, devant le tribunal militaire allemand du Gross Paris, rue Boissy-d'Anglas,. À l'issue de ce dernier, il est condamné à mort, comme Missak Manouchian et l'ensemble de son groupe. Le 21 février 1944, au fort du Mont-Valérien, il est passé par les armes avec 22 de ses camarades, refusant le bandeau qui lui était proposé.

## Liste des membres du groupe Manouchian exécutés

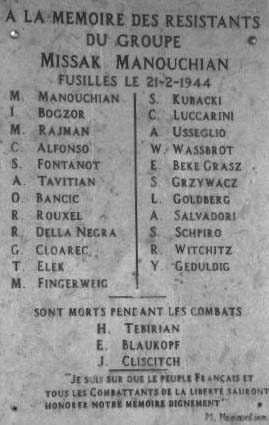
Mémorial de l'Affiche rouge à Valence.

La liste suivante cite les 23 membres du groupe Manouchian exécutés par les Allemands. La mention (AR) signale les dix membres que les Allemands ont fait figurer sur l'Affiche rouge :
- Celestino Alfonso (AR), Espagnol, 27 ans
- Olga Bancic, Roumaine, 32 ans (seule femme du groupe, guillotinée en Allemagne, le 10 mai 1944.)
- Joseph Boczov (AR), Hongrois, 38 ans, Ingénieur chimiste
- Georges Cloarec, Français, 20 ans
- Rino Della Negra, Italien, 19 ans
- Thomas Elek (AR), Hongrois, 18 ans, Étudiant
- Maurice Fingercwajg (AR), Polonais, 19 ans
- Spartaco Fontanot (AR), Italien, 22 ans
- Jonas Geduldig, Polonais, 26 ans
- Emeric Glasz, Hongrois, 42 ans, Ouvrier métallurgiste
- Léon Goldberg, Polonais, 19 ans
- Szlama Grzywacz (AR), Polonais, 34 ans
- Stanislas Kubacki, Polonais, 36 ans
- Cesare Luccarini, Italien, 21 ans
- Missak Manouchian (AR), Arménien, 37 ans
- Armenak Arpen Manoukian, Arménien, 44 ans
- Marcel Rayman (AR), Polonais, 21 ans
- Roger Rouxel, Français, 18 ans
- Antoine Salvadori, Italien, 24 ans
- Willy Schapiro, Polonais, 29 ans
- Amedeo Usseglio, Italien, 32 ans
- Wolf Wajsbrot (AR), Polonais, 18 ans
- Robert Witchitz (AR), Français, 19 ans

## Distinction et Hommages

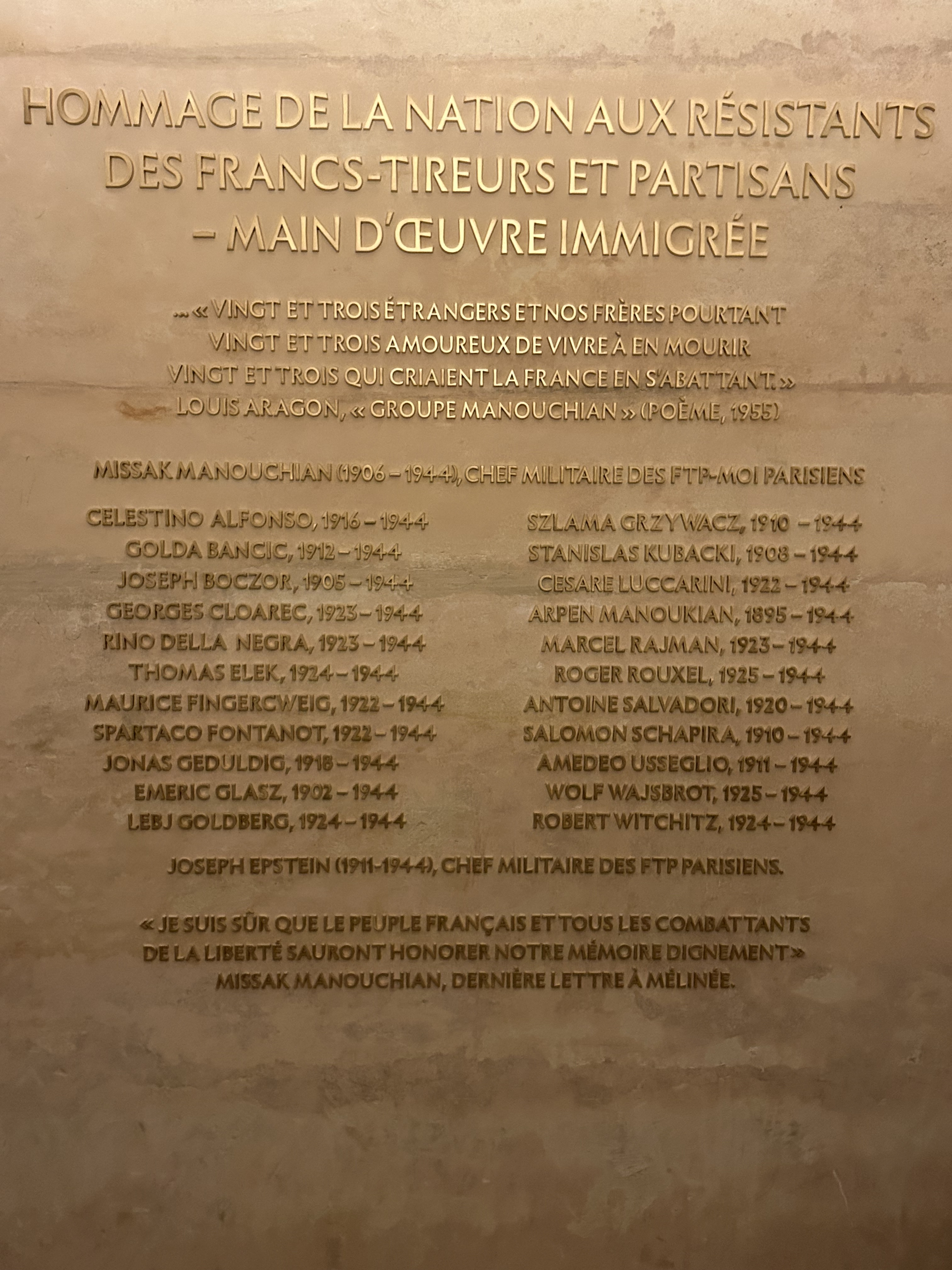
Plaque commémorative du FTP-MOI parisien au Panthéon

- La mention Mort pour la France est attribuée à Cesare LUCCARINI par le ministère des Anciens Combattants, le 18 avril 1946[8].
- À Pont-à-Vendin et à Vendin-le-Vieil, une rue porte son nom.
- Le nom de Cesare LUCCARINI figure sur une stèle du monument aux morts de Pont-à-Vendin, ainsi que sur les plaques commémoratives dédiées au Groupe Manouchian, à la gare d'Évry-Petit-Bourg, au Blanc-Mesnil, puis au Panthéon depuis le 21 février 2024, à l'entrée du caveau n°13, où reposent Missak et Mélinée Manouchian.

## Décoration
- Médaille de la Résistance française, à titre posthume par le décret du 31 mars 1947[9].